# تييري ماركس
تييري ماركس (بالفرنسية: Thierry Marx)‏ هو طاهي فرنسي، ولد في 21 سبتمبر 1959 في الدائرة العشرون في باريس في فرنسا.

## وصلات خارجية
- الموقع الرسمي